# کاتاشینا، گونما
کاتاشینا، گونما (به لاتین: Katashina, Gunma) یک منطقهٔ مسکونی در ژاپن است که در استان گونما واقع شده‌است. کاتاشینا ۳۹۱٫۷۶ کیلومتر مربع مساحت و ۴٬۴۵۸ نفر جمعیت دارد.